# Silvije Begić
Silvije Begić (Posušje, 3. lipnja 1993.) hrvatski je nogometaš iz Posušja koji igra na poziciji braniča. Trenutačno igra za Ural Ekaterinburg.

## Klupska karijera
Rođen u Posušju, Bosna i Hercegovina, Begić je većinu svojih formativnih godina proveo u lokalnom HŠK Posušju, prije nego što je prešao u NK Imotski, koji se nalazi na drugoj strani granice bosanskohercegovačke-hrvatske. Tamo je ostao dvije sezone na razini U17 i U19, prije nego što se vratio u svoj rodni grad gdje je debitirao za seniorsku momčad. 
U ljeto 2012. godine vratio se u Hrvatsku pridruživši se tek promoviranom klubu iz 3. HNL – Jug, Kamen Ivanbegovina. Tamo je odmah ušao u prvu postavu. Zbog svoje igre prešao je u Rudeš koji se tada natjecao u Drugoj HNL.
U ljeto 2015. prešao je u Inter Zaprešić koji je promoviran u Prvu HNL. 
Početak sezone doživio je kao pojačanje mladom Josipu Filipoviću, a u Prvoj HNL debitirao je u 4. kolu sezone 2015./16. kao starter 8. kolovoza 2015. u gostima kod Istre 1961. 
Nakon što se nametnuo kao igrač prve momčadi, svoj prvi pogodak u Prvoj HNL postigao je u 13. kolu, u utakmici s RNK Split koja je završila 1:1.
U kolovozu 2017. prešao je u drugoligaški ruski klub Orenburg. Klub je ostvario promociju u Premier ligi za sezonu 2018./19.[nedostaje izvor]
Dana 29. lipnja 2019. Begić je potpisao četverogodišnji ugovor s Rubinom iz Kazanja. Ubrzo nakon potpisa, pretrpio je ozljedu i nije nastupio za Rubin u sezoni 2019./20.
Dana 3. rujna 2021. Begić se pridružio Kriliji Sovjetov na posudbi za sezonu 2021./22. Begić je započeo svaku od Rubinovih prvih sedam utakmica u svim natjecanjima, ali nije više bio starter nakon nekog vremena. Dana 2. veljače 2022. Rubin je prijevremeno raskinuo posudbu.
Dana 8. rujna 2022. Begić je potpisao ugovor s Uralom iz Ekaterinburga iz ruske Premier lige.

## Reprezentativna karijera
Begić nema nijedan nastup za Hrvatsku, no ima pravo nastupa i za Bosnu i Hercegovinu, ali ni za jednu od njih još nije dobio poziv. Godine 2020. objavljeno je da je pokušavao dobiti rusko državljanstvo kako bi mogao reprezentirati Rusiju.